# Huis Beauharnais

Wapen van het huis Beauharnais

Het huis Beauharnais is een Frans adellijk huis dat nog steeds vertegenwoordigd wordt door  alle nakomelingen van Guillaume de Beauharnais (1398-1464) met de titels hertog van Leuchtenberg, prins van Venetië, markies van Beauharnais, graaf van Beauharnais en baron de Beauville.

## Geschiedenis

### Frankrijk
De naam De Beauharnais betekent letterlijk: goed of mooi harnas. Guillaume de Beauharnais, geboren als Guillaume Beauharnais in 1398 in Orléans, was oorspronkelijk niet van adel. Hij werkte zich echter op in het leger en verkreeg de titel heer van Miamion. Door deze gebeurtenis mocht de familie de toevoeging De gebruiken. Zijn achter-achter-achterkleinkind, François de Beauharnais, heer van Miramion, la Chaussée, Sédenay, Outreville, la Grillère, Longuesve en Beaumont, werd minister van Financiën in Orléans in 1620. 
De leden van de Beauharnaisfamilie in Orléans waren grootgrondbezitters dankzij hun vele heerlijkheden in de regio. In de 15de eeuw werden de kleinkinderen van Guillaume heren van Chaussee en  Miramion, een leengoed van de parochie van Saint-Jean-de-Braye. Ze hadden ook belangen die begin jaren 1610 verworven waren, Guillaume de Beauharnais hield de nalatenschap van Villechauve bij Sennely. Enkele jaren later verwierf de familie De Beauharnais de naburige heerlijkheid van La Grillère, die in hun bezit bleef tot het begin van de 18e eeuw.
Op 20 april 1752 kocht Frans V de Beauharnais (1714-1800), gouverneur van Martinique en overgrootvader van de toekomstige Napoleon III van Frankrijk, de heerlijkheid van La Ferté-Avrain in Sologne. Hij werd markies bij open brieven van juli 1764. De naam van heerlijkheid werd daarop gewijzigd in La Ferté-Beauharnais, onder welke naam de gemeente nog steeds bestaat (departement Loir-et-Cher). Zijn zoon Alexandre de Beauharnais trouwde met Joséphine de Beauharnais, geboren als Marie-Josèphe Rose Tascher de La Pagerie. Hij streed mee in de Amerikaanse Onafhankelijkheidsoorlog. Ondanks zijn goede politieke contacten werd hij tijdens de Franse Revolutie in 1794 gearresteerd en ter dood gebracht vanwege zijn adellijke afkomst.   
Joséphine de Beauharnais hertrouwde in 1796 met generaal Napoleon Bonaparte. Eugène de Beauharnais, Alexanders zoon, werd de stiefzoon van Napoleon en verwierf op die manier allerlei titels, zoals onderkoning van Italië, prins van Venetië en groothertog van Frankfurt. De zoon van Eugène de Beauharnais, Maximiliaan de Beauharnais, trouwde in 1839 met Maria Nikolajevna. Zij was de dochter van Nicolaas I van Rusland. De nakomelingen van deze tak voeren dan ook de titels hertog van Leuchtenberg, prins van Beauharnais en markies van Beauharnais.

### Nieuw-Frankrijk
Eind 17e eeuw splitste de familie in twee. François de Beauharnais werd intendant van Nieuw-Frankrijk (door Frankrijk gekoloniseerde gebieden in Noord-Amerika). In 1707 kreeg hij daar een heerlijkheid. De titel baron de Beauville (ook wel Banville) hoort bij dit heerlijkheid. De tak afkomstig uit Nieuw-Frankrijk voeren tevens de titels graaf van Beauharnais en baron de Beauville. François hield zich in Nieuw-Frankrijk vooral bezig met de handel in bond en grondbezit, in Frankrijk hield hij zich bezig met politiek en veiligheid. Het achterkleinkind van de naar Nieuw-Frankrijk vertrokken François de Beauharnais, Louis de Beauharnais (1857-1928), besloot naar Rusland te vertrekken om familie van de Eugène-tak te ontmoeten. Deze titel werd verworven door de intendant François de Beauharnais. Door de wending heeft hij de kinderen van Maximiliaan maar kort kunnen bezoeken.

## Genealogie
De stamreeksen zijn verdeeld in de zogenaamde Franse en Nieuw-Franse tak. De meest vooraanstaande zonen zijn vermeld in de lijsten hieronder: 

### Franse tak
- Guillaume de Beauharnais 1398-1464
- Willem I de Beauharnais 1428-1469
- Jean de Beauharnais 1455-1488
- Willem II de Beauharnais 1479-1505
- Willem III de Beauharnais 1499-1554
- Frans I de Beauharnais 1523-1587
- Frans II de Beauharnais 1569-1651
- Jean de Beauharnais 1586-1661
- Frans IV de Beauharnais 1600-1681
- Claude de Beauharnais 1680-1738
- Franc V de Beauharnais 1714-1800 (zie verder Nieuw-Franse tak)
- Alexandre de Beauharnais 1760-1794
- Eugène de Beauharnais 1781-1824
- Maximiliaan de Beauharnais 1817-1852
- George de Beauharnais 1852-1912
- Alexander de Beauharnais 1881-1942

De nakomelingen van Alexander leven vandaag de dag in Rusland en de Verenigde Staten onder de naam De Beauharnais-Romanovsky met de titels prins en hertog.

### Nieuw-Franse tak
- Frans V de Beauharnais 1714-1800
- Frans VI de Beauharnais 1756-1823 (middelste zoon van Francis V de Beauharnais)